# Cylichnania
Cylichnania is een geslacht van uitgestorven weekdieren uit de klasse van de Gastropoda (slakken).

## Soorten
- Cylichnania bartrumi Marwick, 1931 †
- Cylichnania circumscripta Marwick, 1931 †
- Cylichnania impar Finlay & Marwick, 1937 †
- Cylichnania plana Laws, 1939 †
- Cylichnania putealis Finlay & Marwick, 1937 †
- Cylichnania sublaevis Maxwell, 1992 †